# Establo Ōshima (2022)

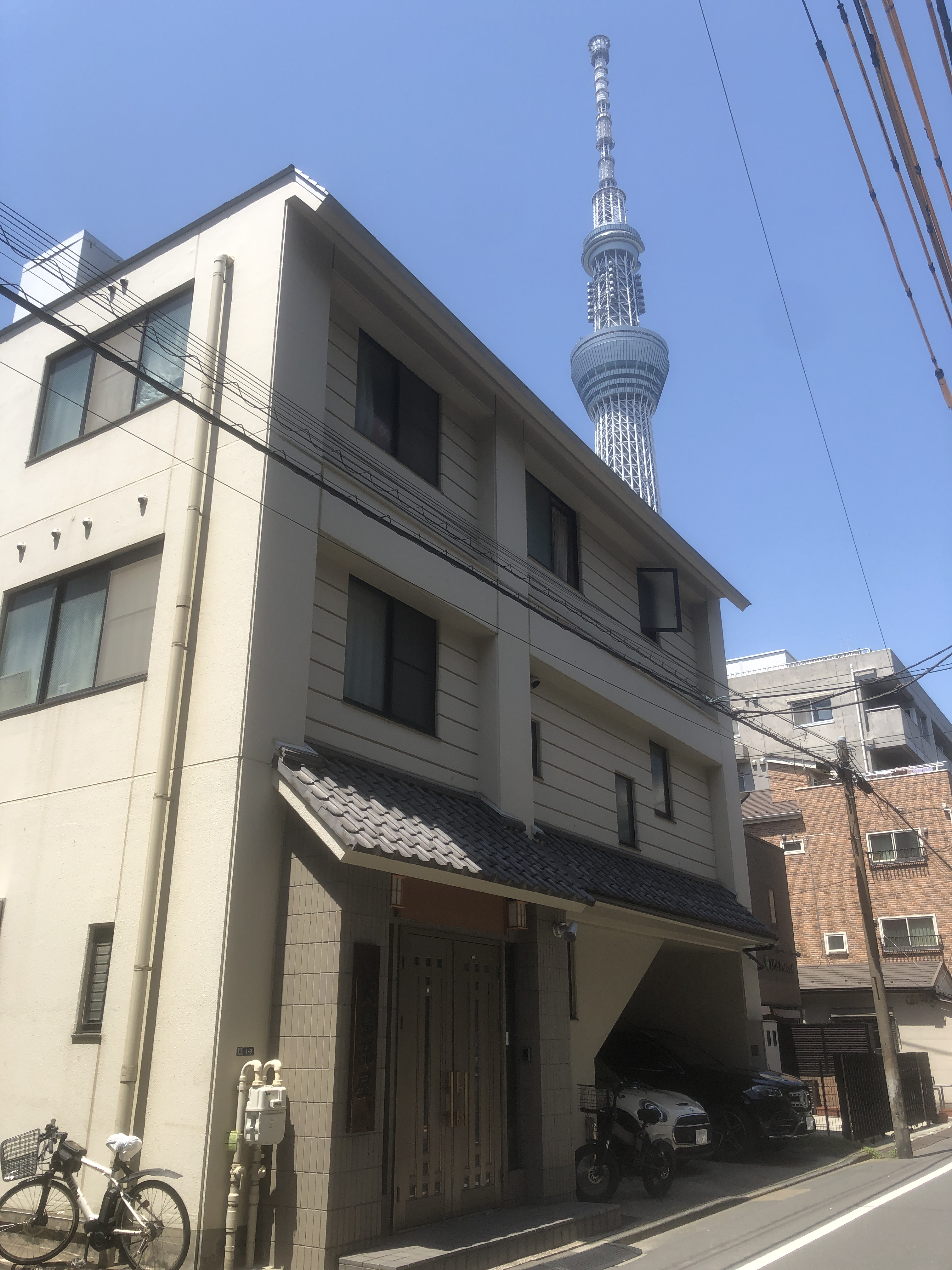
Fachada exterior de las antiguas instalaciones del Establo Ōshima (2022) con el Sky Tree de fondo

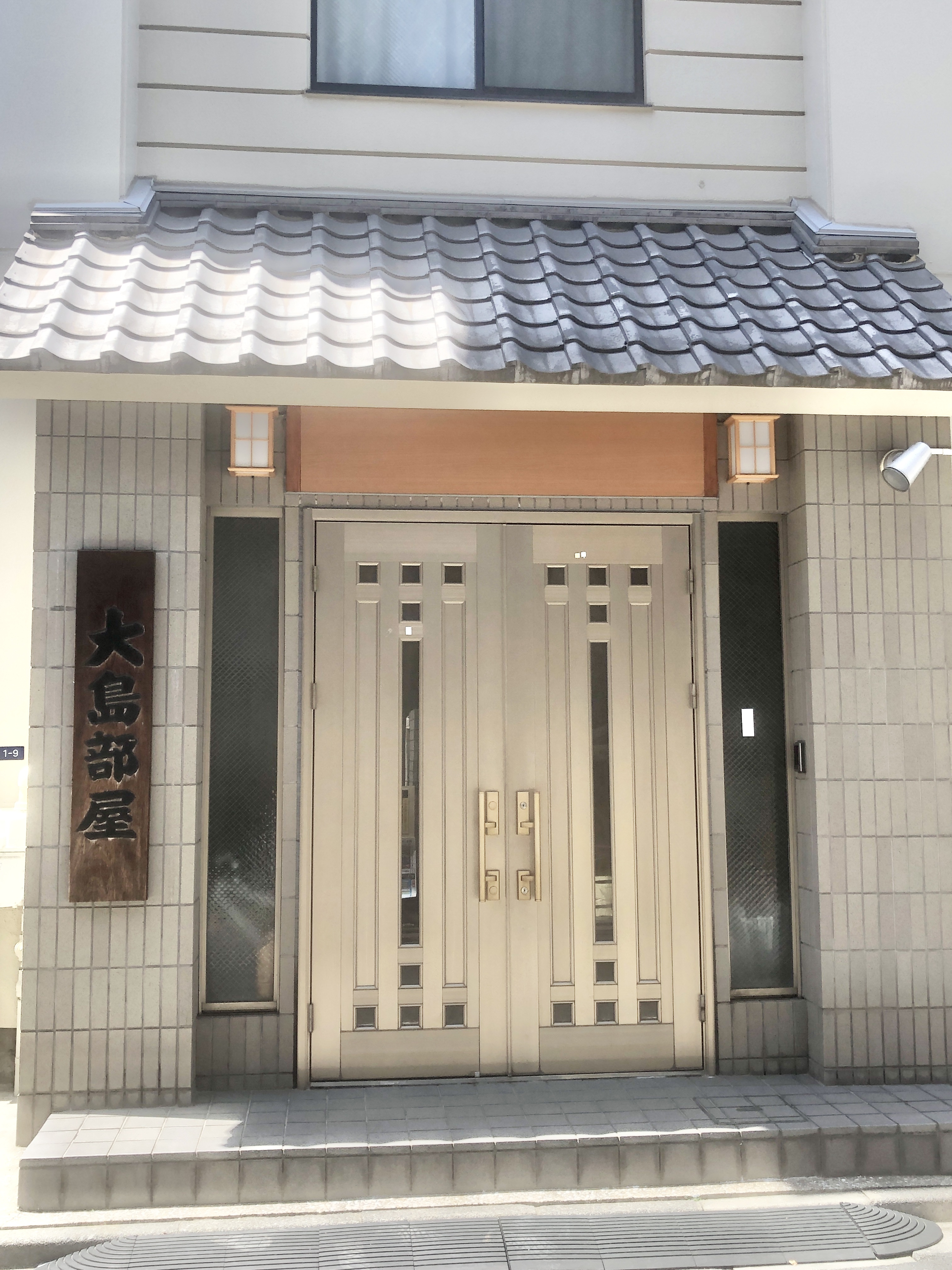
Entrada principal de las antiguas instalaciones del Establo Ōshima (2022)

El Establo Ōshima (大島部屋, Ōshima-beya), anteriormente conocido como el Establo Tomozuna (友綱部屋, Tomozuna-beya), es un establo de entrenamiento de sumo profesional. El establecimiento forma parte del ichimon Isegahama. Para enero de 2023, poseía un total de siete luchadores.
La actual generación del establo Ōshima fue fundada en enero de 1961 por el ex komusubi Tomoegata, el cual (tras haber estado asociado a una antigua generación de Tomozuna la cual cerró en 1946) estuvo a cargo de la antigua generación del establo Takashima desde 1951, intercambiando luego su nombre de maestro. Tras alcanzar la edad de retiro a los 65 años en 1976, Tomoegata le entregó el control del establo al exluchador del jūryō Yamatonishiki. En 1989, el ex sekiwake Kaiki se convirtió en el maestro y dueño del establo tras el retiro de Yamatonishiki, produciendo eventualmente al ōzeki Kaiō.
En abril de 2012, el establo absorbió a siete luchadores de una antigua generación del establo Ōshima, el cual cerró tras el retiro del anterior maestro Ōshima al alcanzar la edad de retiro a los 65 años. Entre los luchadores transferidos estuvo el ex sekiwake Kyokutenhō, el cual obtuvo su primer campeonato (yūshō) al mes siguiente de incorporarse a su nuevo establo. En febrero de 2014, el ex ōzeki Kaiō se independizó y fundó el establo Asakayama, llevándose consigo a dos luchadores del establo Tomozuna. En junio de 2017, Kyokutenhō se convirtió en el décimo primer (11°) maestro Tomozuna, y el primer luchador mongol en hacerse cargo de un establo de sumo. Este se había retirado dos años antes heredando el nombre de maestro Ōshima, no obstante, en vez de reestablecer inmediatamente el establo Ōshima, Kyokutenhō decidió en un principio mantener el nombre Tomozuna intercambiando nombres con su antiguo maestro (Kaiki) el cual se había retirado obligatoriamente a los 65 años.
El 1 de febrero de 2022, el establo Tomozuna fue renombrado como el establo Ōshima después de un nuevo intercambio de nombres entre Kyokutenhō y Kaiki. Tras la degradación y posterior retiro del ex sekiwake brasileño Kaisei, el establo se quedó sin sekitori y para septiembre de 2022 no ha producido ninguno.
El 7 de febrero de 2023, el establo Ōshima, junto al establo Kokonoe y el establo Futagoyama, firmó un acuerdo de cooperación con el barrio especial de Katsushika en la ciudad de Tokio. El acuerdo fue presentado con el objetivo de cooperar en una gran variedad de áreas, incluyendo el turismo, cultura, deporte, educación, y para contribuir en la revitalización de las comunidades locales. Durante el torneo de noviembre de 2023, se reportó que el establo Ōshima estaba preparándose para mudarse a una nueva instalación de tres pisos ubicada en la localidad de Aoto en el barrio especial de Katsushika. El terreno para el nuevo establo fue arrendado por el barrio especial de Katsushika. Las nuevas instalaciones fueron inauguradas en octubre de 2024.

## Nombres de ring
Varios luchadores de este establo han adoptado nombres de ring o shikona con el prefijo "Kai" (魁), extraído del nombre del anterior maestro del establo, el ex sekiwake Kaiki. Ejemplos incluyen a Kaiō, Kaidō, Kainishiki y Kainowaka. Desde que el establo absorbió al anterior establo Ōshima, varios luchadores ahora adoptan nombres de ring con el kanji (旭), léase como "Asahi" o "Kyoku", y el cual es extraído del nombre del anterior maestro Ōshima (ex ōzeki Asahikuni).

## Dueños
- 2017–presente: El décimo primer (11°) Tomozuna / sexto (6°) Ōshima (shunin, ex sekiwake Kyokutenhō)
- 1989–2017: El décimo (10°) Tomozuna (ex sekiwake Kaiki)
- 1976–1989: El noveno (9°) Tomozuna (ex jūryō Yamatonishiki)
- 1941–1976: El noveno (9°) Takashima / octavo (8°) Tomozuna (ex komusubi Tomoegata)

## Luchadores activos destacados
- Ninguno

## Entrenadores
- Tamagaki (iin, ex komusubi Tomonohana)[11]

## Exmiembros destacados
- Kaiō (ex ōzeki)
- Kaisei (ex sekiwake)
- Sentoryū (ex maegashira)
- Kyokushūhō (ex maegashira)
- Asahishō (ex maegashira)
- Kyokutaisei (ex maegashira)
- Kaidō (ex jūryō)
- El trigésimo séptimo (37°) Kimura Shōnosuke (de nombre real: Saburō Hatakeyama – ex tate-gyōji)

## Gyōji
- Kimura Hisanosuke (san'yaku-gyōji, de nombre real: Toshikazu Hata)
- Shikimori Tomokazu (makushita-gyōji, de nombre real: Hiromasa Shinya)
- Kimura Katsunosuke (jonidan-gyōji, de nombre real: Kaito Matsumoto)

## Yobidashi
- Kōkichi (makuuchi yobidashi, de nombre real: Katsushi Chiba)
- Akira (makuuchi yobidashi, de nombre real: Toshiyuki Ichikawa)

## Tokoyama
- Tokoyuki (tokoyama de primera clase)

## Ubicación y acceso
7-27-4 Aoto, barrio especial de Katsushika, Tokio. A 15 minutos caminando desde la Estación Aoto (Línea Keisei y Línea Oshiage)